# Мархаматский район
Мархама́тский райо́н (тума́н; узб. Marhanat tumani / Марҳамат тумани) — район на юге Андижанской области Узбекистана. Административный центр — город Мархамат.

## История
Район образован 29 сентября 1926 года. Постановлением президиума ЦИК СССР от 7 марта 1933 года утверждено Постановление ЦИК Узбекской ССР от 3 ноября 1932 года о переименовании административного центра Мархаматского района (бывший район Араван) кишлака Русское Село — в кишлак Мархамат.
Указом Президиума Верховного Совета Узбекской ССР от 24 декабря 1962 года в рамках укрупнения районов в состав сельского Мархаматского района включён упразднённый Ленинский район с административным центром в селе Русское Село.
Указом Президиума Верховного Совета Узбекской ССР от 15 февраля 1965 года объединённому району присвоено название Ленинский район, при этом центр района перенесён из села Русское Село в город Ленинск.
Указом Президиума Верховного Совета Узбекской ССР от 7 декабря 1970 года из Ленинского района вновь выделен Мархаматский район с административным центром в селе Русское Село (с 26 июня 1972 года — посёлок городского типа).
Указом Президиума Верховного Совета Узбекской ССР от 7 августа 1974 года посёлок городского типа Русское Село преобразован в город районного подчинения с присвоением ему наименования Мархамат.

## Административно-территориальное деление
Район состоит из одного города (шахари), одного городского посёлка (шахарча) и 5 сельских сходов граждан (кишлак-фукаролар-йигини), включающих 48 сёл:
- город Мархамат — центр.
- городской посёлок Палванташ.

5 сельских сходов граждан:
- Карабогиш,
- Каракурган,
- Кутарма,
- Мархамат,
- Шукурмерган.

## Природа
Рельеф на юге и юго-востоке представлен равнинами, на юге и юго-западе — Алайский хребет, а также адыры Улугтог и Туямуюн, которые образовывают горную систему Айим-Мархамат-Ходжаабад. На севере расположены адыры Майлисай.
Климат высоких субтропических нагорий. Средняя температура июля — +26.1˚С, февраля — −2.9˚С. Вегетационный период составляет 220 дней. Среднегодовое количество осадков — 218—320 мм.
По территории района протекают река Аравансай, каналы Шахрихансай, Каркидон и Южный Ферганский канал. Почвы преимущественно серозёмы, на адырах обогащены, в предгорьях — лучные серозёмы, лучные и болотисто-лучные.